# Reginów (Białoruś)
Reginów (biał. Рэгінаў, ros. Регинов, hist. również Reginowo) – nieistniejąca wieś, majątek i folwark, obecnie uroczysko na Białorusi, w rejonie iwacewickim obwodu brzeskiego, nad Szczarą, około 2 km na północ od Wólki i około 23 km na północny wschód od Iwacewicz.

## Historia
Majątek należał od XVI wieku do rodziny Jundziłłów herbu Łabędź. Po powstaniu styczniowym część rozległego klucza została skonfiskowana w ramach represji za udział w powstaniu i przeszła na własność rosyjskiej rodziny Woroncowów-Daszkowców. Po amnestii, pod koniec XIX wieku dobra wróciły do Jundziłłów. Reginów wraz z Rudnią (nieistniejący obecnie folwark, około 3 km na wschód od Wólki) zajmowały wtedy powierzchnię około 7 tysięcy dziesięcin. Właścicielami majątku byli wtedy bracia Stanisław (ur. w 1853 roku) i Kazimierz (ur. w 1858 roku) Jundziłłowie. W latach 20. XX wieku ostatnim właścicielem dóbr był Józef Baliński (1895–1928), syn Ignacego (1862–1951), senatora II Rzeczypospolitej, który z kolei był synem Józefy Jundziłłówny (1840–1903), siostry ojca Stanisława i Kazimierza Jundziłłów. Józef Baliński po 1921 roku przekazał część majątku na rzecz reformy rolnej, dwór i folwark natomiast na rzecz oo. salezjanów, a sam przeniósł się do niedalekiej Rudni. Księża salezjanie urządzili we dworze szkołę średnią z internatem dla chłopców. Na współczesnych mapach nieliczne budynki w tej lokalizacji opisane są jako obóz pionierów, jest to jednostka wojskowa.
Po III rozbiorze Polski w 1795 roku Reginów, wcześniej należący do powiatu słonimskiego województwa nowogródzkiego Rzeczypospolitej, znalazł się na terenie powiatu słonimskiego (ujezdu), wchodzącego w skład kolejno guberni: słonimskiej, litewskiej i grodzieńskiej Imperium Rosyjskiego. Po ustabilizowaniu się granicy polsko-radzieckiej w 1921 roku wieś wróciła do Polski, znalazła się w gminie wiejskiej Dobromyśl powiatu słonimskiego województwa nowogródzkiego (w 1926 roku gmina ta została przyłączona do powiatu baranowickiego tegoż województwa), od 1945 roku Reginów był w ZSRR, od 1991 roku – na terenie Republiki Białorusi.

## Dawny dwór

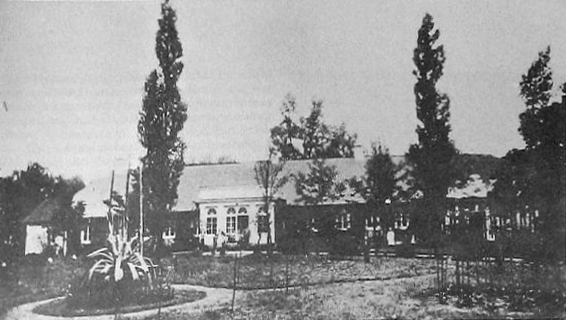
Dwór Jundziłłów w 1894 roku

Jundziłłowie wybudowali w drugiej połowie XVIII wieku drewniany dwór, który spalił się na początku XX wieku. Był to parterowy, trzynastoosiowy budynek wzniesiony na planie prostokąta z dosyć wysokim gontowym czterospadowym dachem. W części centralnej domu znajdował się dobudowany ryzalit o zwieńczonych półkoliście oknach i czterech przyściennych kolumnach z wejściem. W ciągu XIX wieku dobudowano do domu kilkuosiowe skrzydło, przez co stracił on symetrię.
Po pożarze Kazimierz Jundziłł wzniósł w 1903 roku nowy, również drewniany i parterowy dwór. Został zaplanowany na podstawie prostokąta, ale z dwoma symetrycznymi skrzydłami na obu krańcach tylnej elewacji. Dach był również gontowy, wysoki, gładki i czterospadowy. Wejście frontowe stanowił ganek o czterech kolumnach podtrzymujących niewielki trójkątny fronton. Od strony ogrodowej znajdowała się weranda. Była prostokątna, z ćwierćkolistym występem.
Wnętrze domu zawierało około 20 pokoi w układzie dwutraktowym. W domu przechowywano niezmiernie cenne archiwum Jundziłłów, sięgające XVI wieku, z wieloma ruskojęzycznymi dokumentami. Biblioteka liczyła kilka tyięcy tomów. W czasie I wojny światowej uratowano z niej jedynie 16 skrzyń,  które właściciele oddali w okresie międzywojennym do zbiorów publicznych.

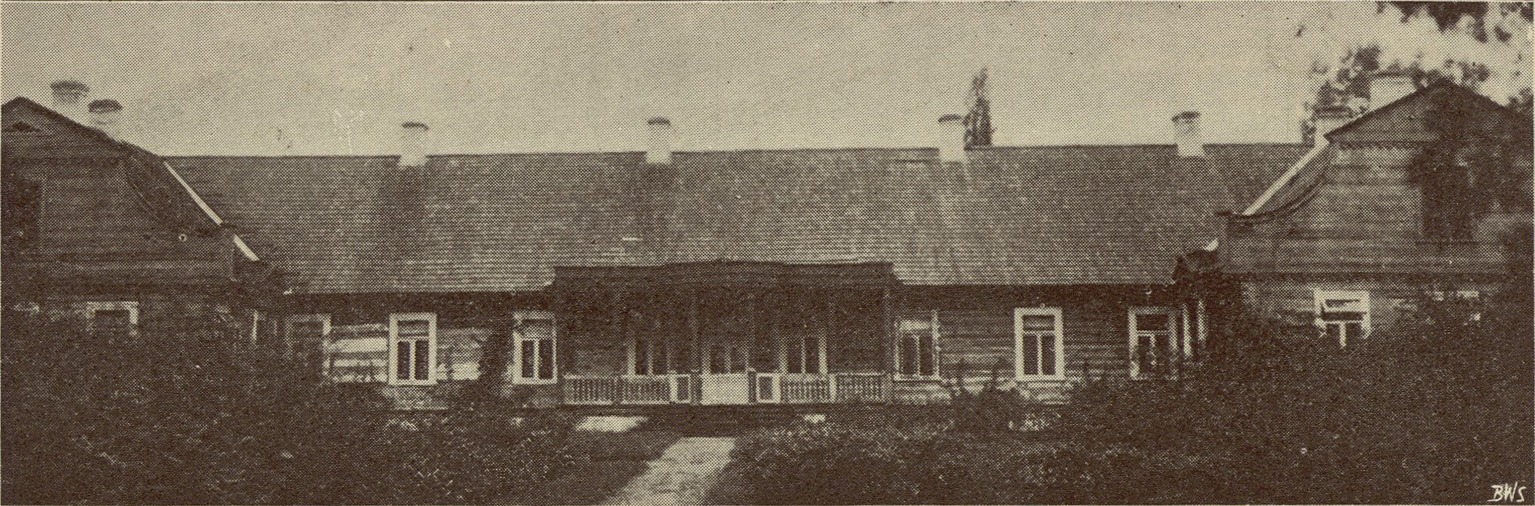
Tylna elewacja nowego dworu w 1907 roku

Centralnie za dworem stała klasycystyczna, drewniana, dwukondygnacyjna kaplica domowa pochodząca z przełomu XVIII i XIX wieku (na pięterku przechowywano w niej zbiory biblioteczne i archiwalne). Fasada kaplicy dekorowana była czterema kolumnami na obu kondygnacjach. Dach był trójspadowy, trójkątny przyczółek wieńczył żelazny krzyż.
Dom stał frontem do rzeki Szczary. Dwukilometrowa aleja prowadziła z lewej strony do gazonu, po którego prawej stronie stała klasycystyczna oficyna, a za nią dwa lamusy i spichlerze. Wszystkie te budowle pochodziły z drugiej połowy XVIII wieku.
Po II wojnie światowej folwark zajęło wojsko. Z dworu nic nie pozostało, jedynie resztki parku i oficyna. 
Majątek w Reginowie jest opisany w 2. tomie Dziejów rezydencji na dawnych kresach Rzeczypospolitej Romana Aftanazego.

## Urodzeni w Reginowie
- Ignacy Baliński – polski pisarz, poeta, pamiętnikarz, publicysta i działacz społeczny, prawnik, sędzia Sądu Najwyższego w II RP[7].